# Загвейн, Хенри
Хенри Загвейн (нидерл. Henri Zagwijn; 17 июля 1878, Ньивер-Амстел, ныне в составе Амстердама — 23 октября 1954, Гаага) — нидерландский композитор. Брат Жюля Загвейна.
Сын театрального суфлёра. Вырос в Роттердаме, там же в 1898—1918 гг. работал учителем начальной школы. Учился преимущественно у своего старшего брата. Впервые привлёк себе внимание как композитор в 1904 году, когда его Фантазия для большого оркестра прозвучала в Амстердаме в исполнении Оркестра Консертгебау под управлением Виллема Менгельберга. В 1910 году основал кооперативное музыкальное издательство De nieuwe muziekhandel, в создании которого приняли участие также Альфонс Дипенброк и другие заметные музыканты. В 1918 г. был одним из учредителей нидерландского Общества современной музыки. В 1919—1924 гг. работал в музыкальном лицее в Роттердаме. В середине 1910-х гг. увлёкся антропософией, в 1924—1941 гг. преподавал различные предметы, от музыки до геологии и переплётного дела, в созданной сторонниками антропософского течения Свободной школе в Гааге, где оказал заметное влияние на жизненные убеждения учеников. В конце жизни, с 1946 г., председатель Общества нидерландских композиторов (нидерл. Genootschap Nederlandse Componisten).
Среди наиболее важных сочинений Загвейна — «Ученик чародея» (нем. Der Zauberlehrling; 1912) для тенора, баритона, хора и оркестра, на одноимённое стихотворение Гёте, струнный секстет (1932), Concertante для фортепиано с оркестром (1939 и 1946) и для флейты с оркестром (1941), концерт для арфы с оркестром (1948); ему принадлежит также ряд хоровых произведений, в том числе на слова Рудольфа Штайнера. Кроме того, Загвейн опубликовал отдельным изданием текст своей лекции «Современные течения в музыке» (нидерл. Hedendaagsche stroomingen in de muziek; 1921), книги «Музыка в свете антропософии» (нидерл. Muziek in het licht der antroposofie; 1925) и «Был ли Гёте музыкален?» (нидерл. Was Goethe muzikaal?; 1932), а также книгу о Клоде Дебюсси (1941).
Имя музыканта носит улица (нидерл. Henri Zagwijnstraat) в Амстердаме.